# Kathedraal van Orléans

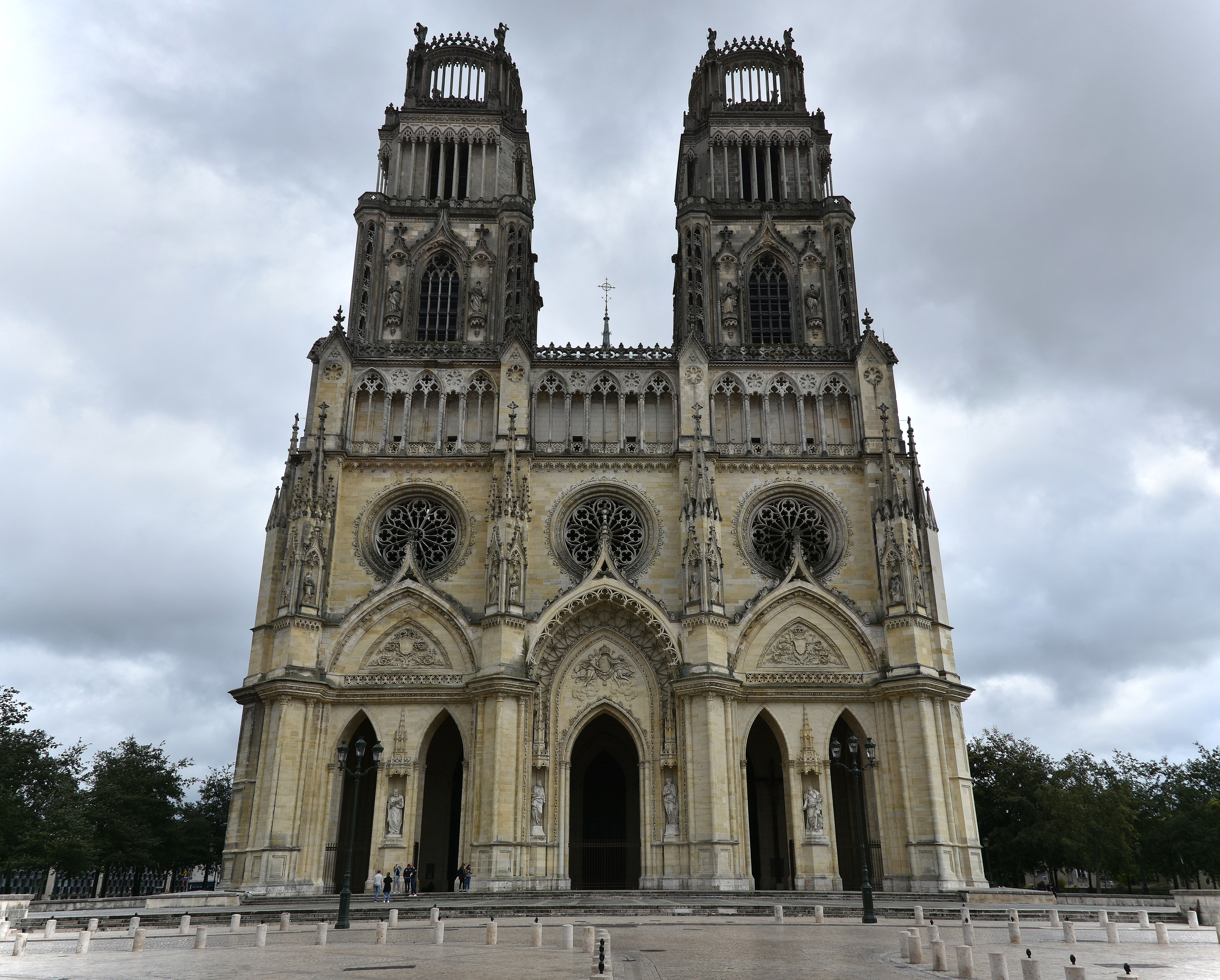
De cathédrale Sainte-Croix in Orléans

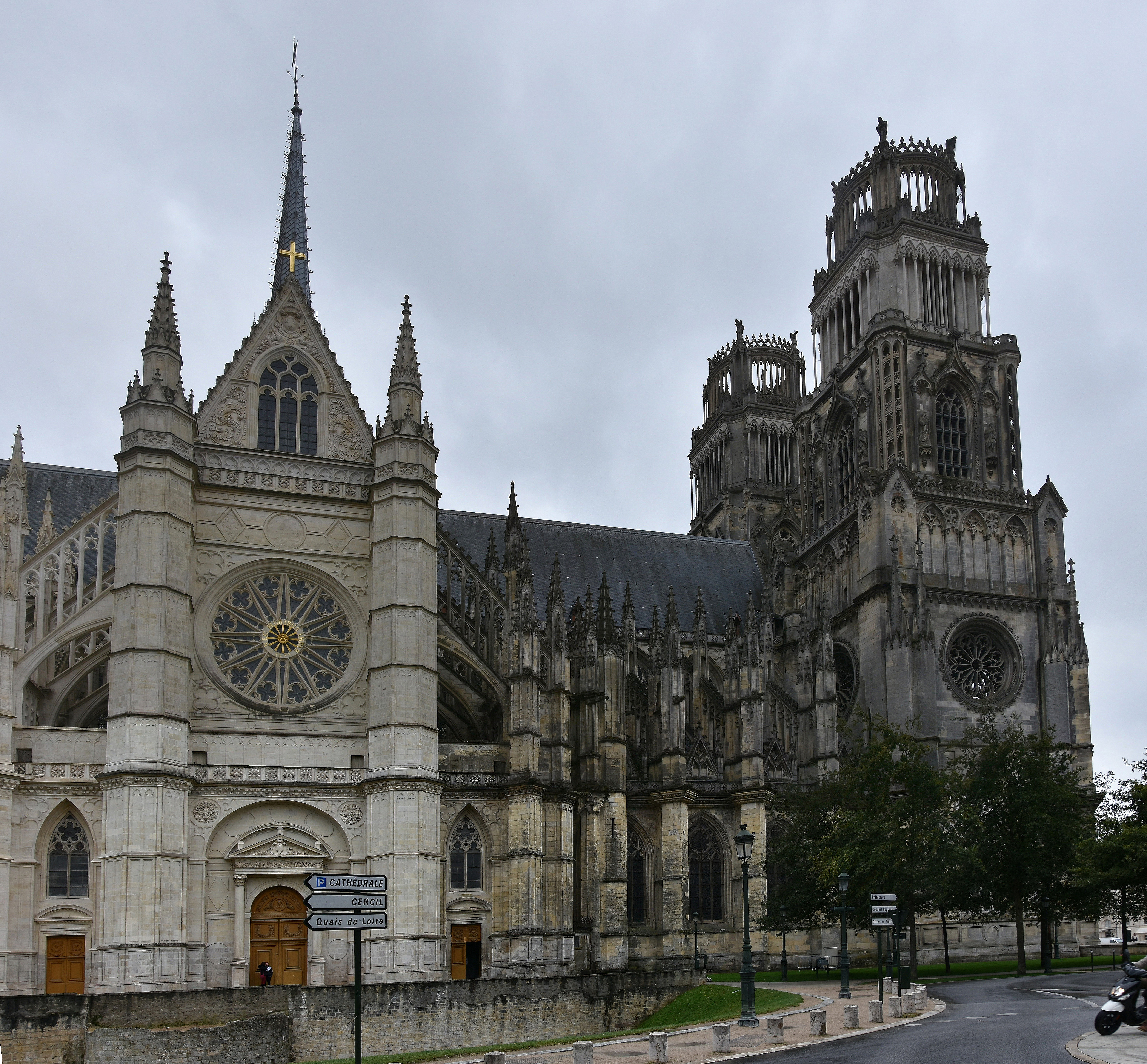
De cathédrale Sainte-Croix in Orléans

De Kathedraal van Orléans (in het Frans voluit: Cathédrale Sainte-Croix d'Orléans) is het belangrijkste religieuze gebouw van de Franse stad Orléans. De kathedraal is gewijd aan het Heilig Kruis. De bouw van de kathedraal werd in 1601 aangevat en pas in 1829 afgewerkt, in gotische stijl. De kerk is de zetel van het Bisdom Orléans.
Het bouwwerk werd als onroerend erfgoed beschermd en kreeg in 1862 de status van Frans monument historique.

## Galerij

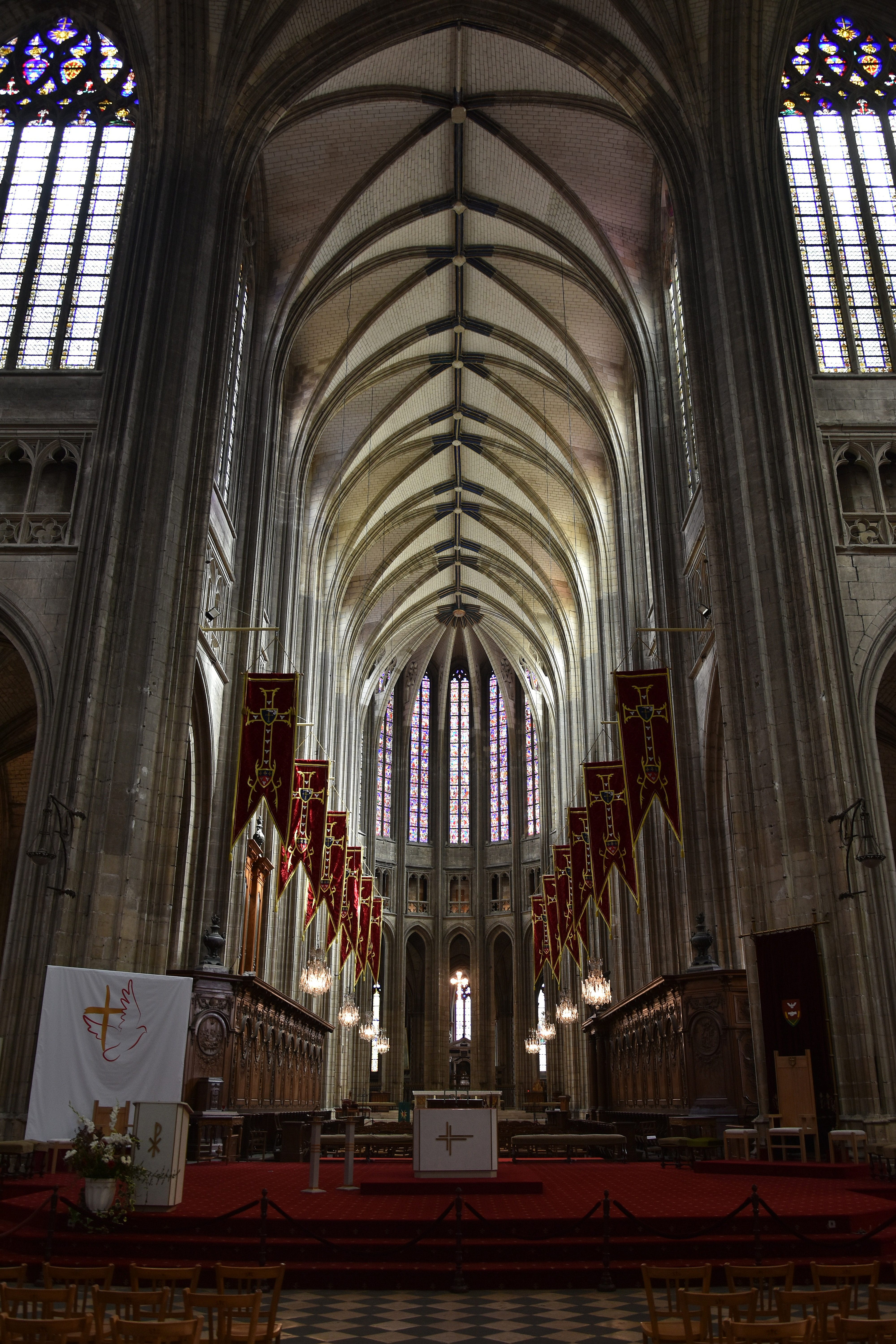
Het priesterkoor
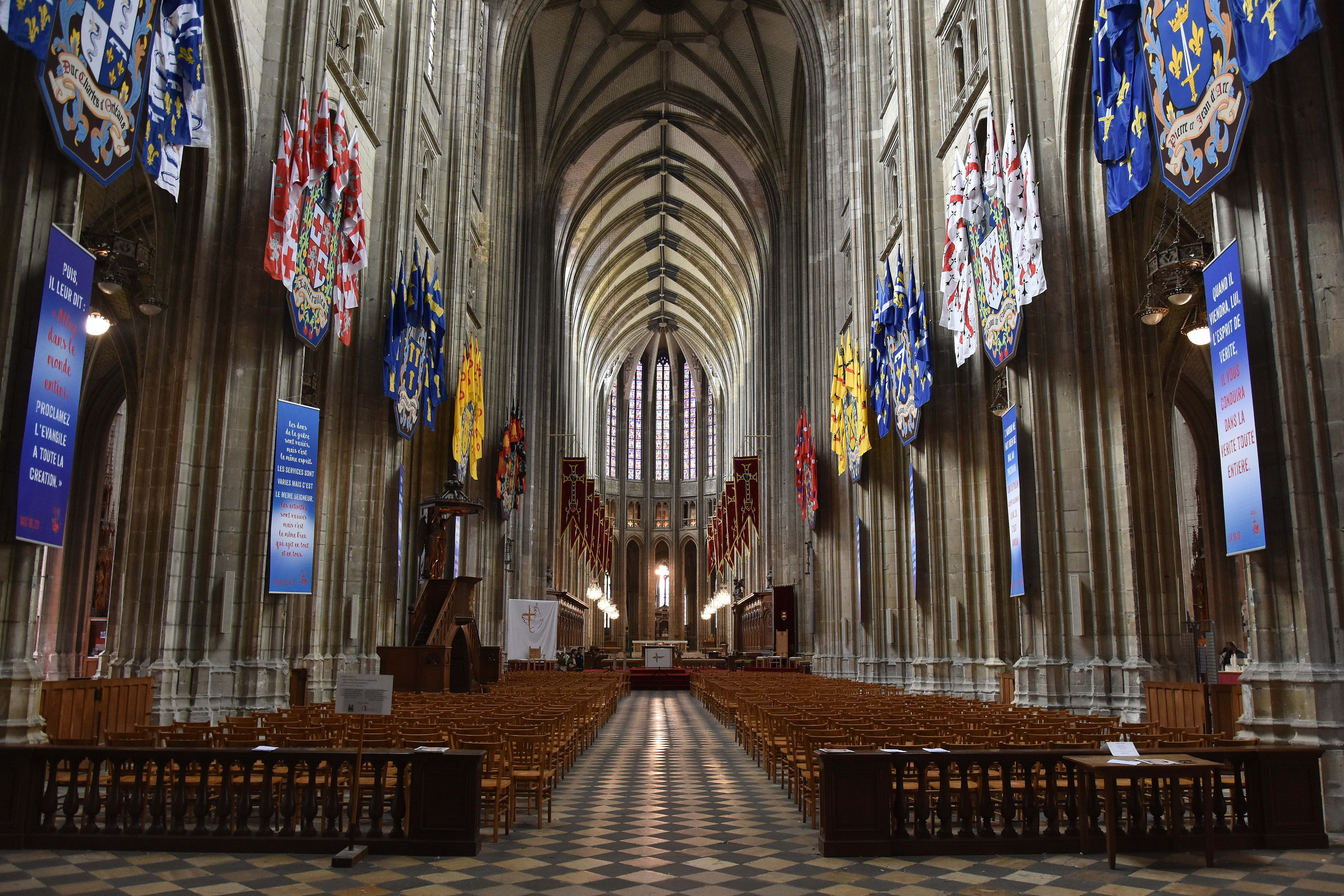
Het kerkschip
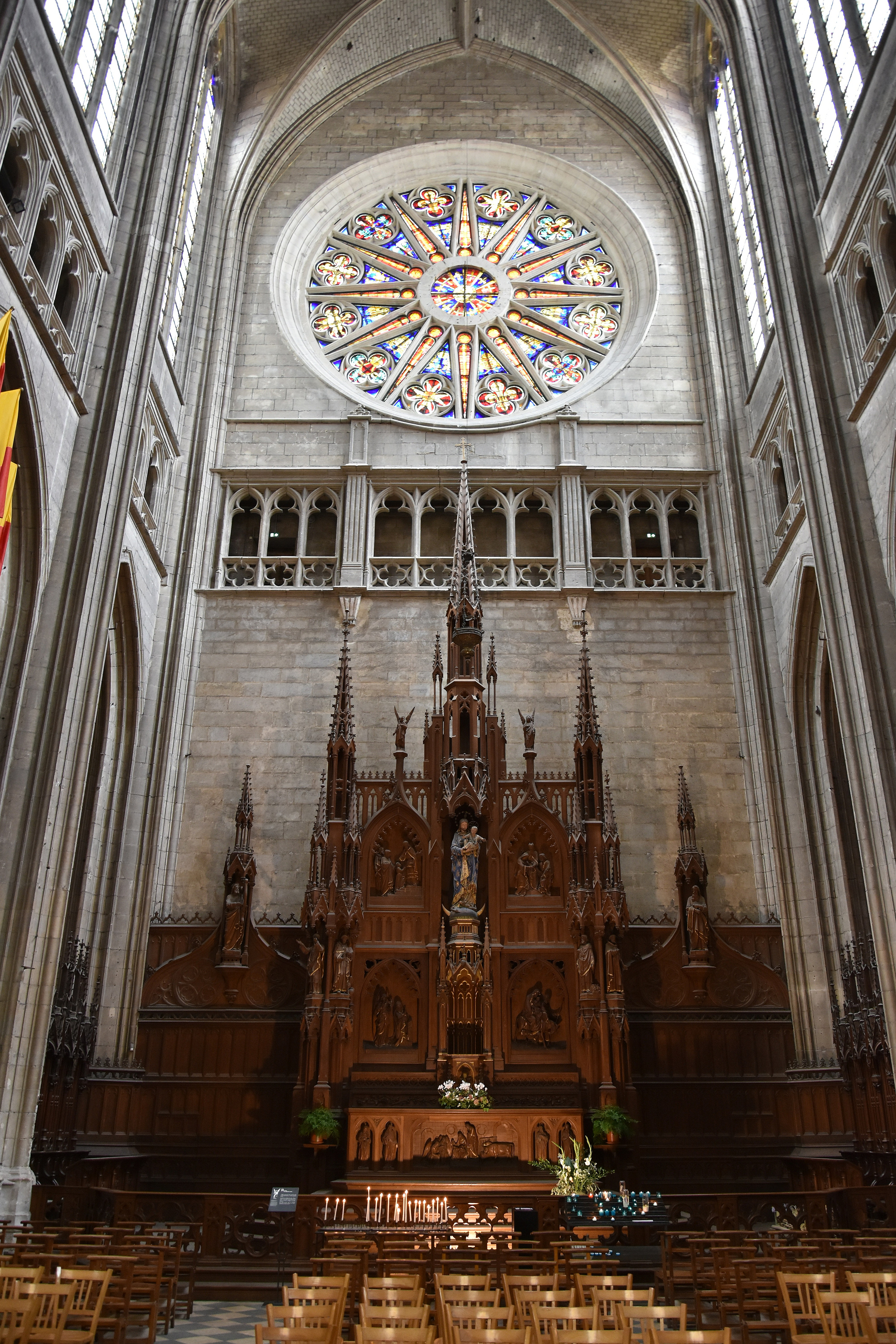
Het noordertransept
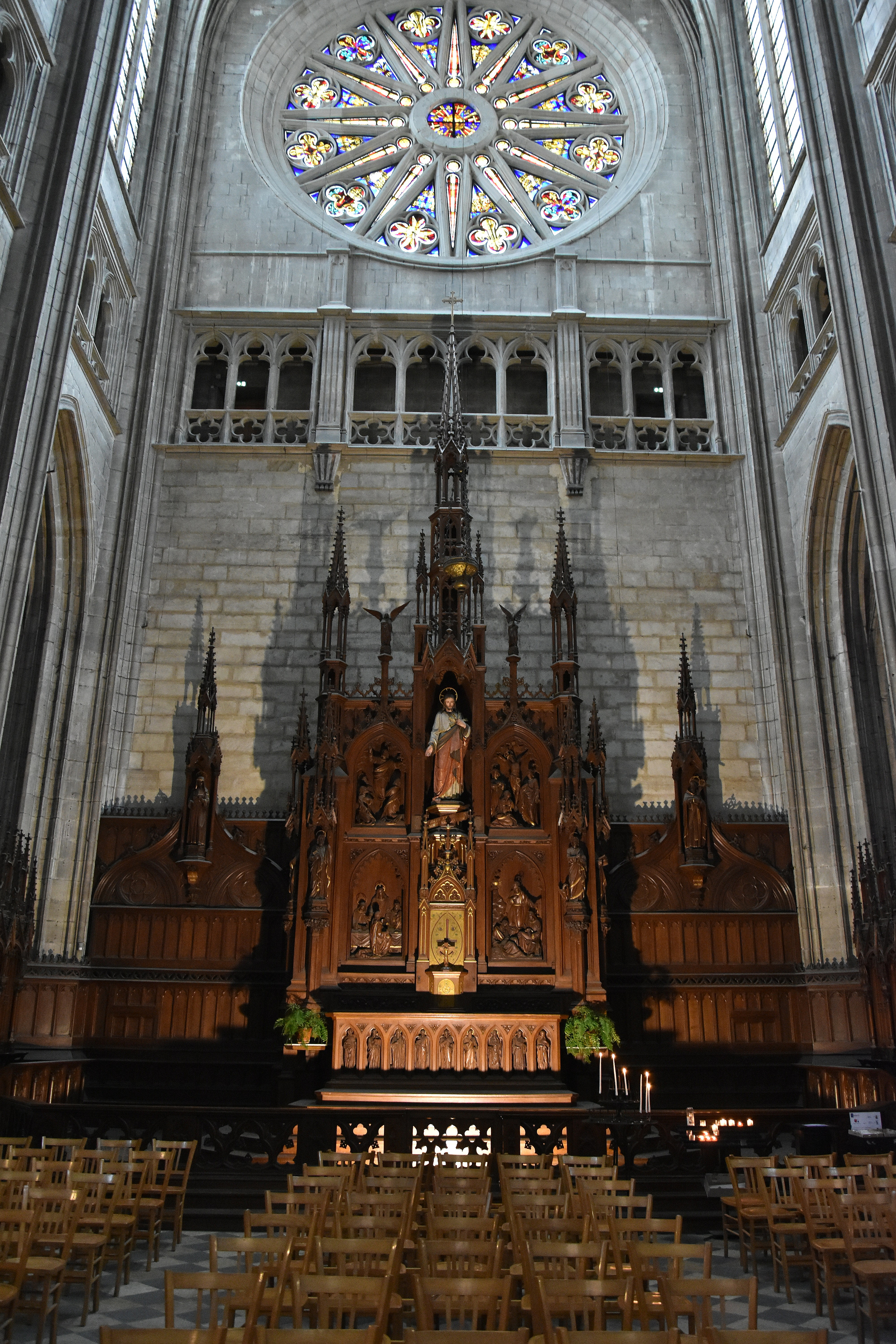
Het zuidertransept met een retabel van de gebroeders Goyers uit Leuven
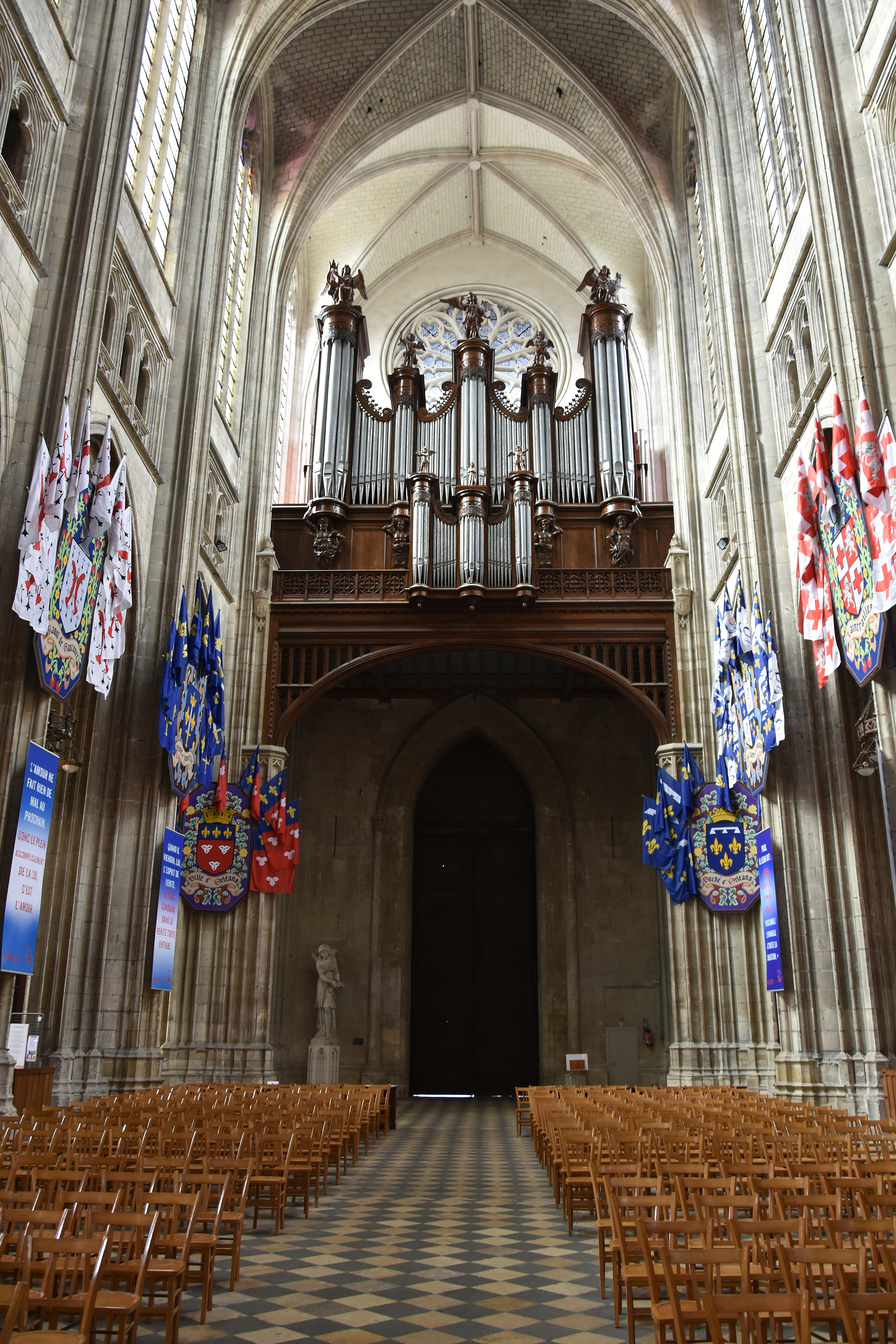
Het kerkorgel

Aix · Albi · Amiens · Auch · Auxerre · Bayeux · Bayonne · Beauvais · Béziers · Bordeaux · Bourges · Carcassonne · Châlons · Chartres · Clermont-Ferrand · Dijon · Évreux · Laon · Le Mans · Limoges · Lisieux · Lyon · Meaux · Metz · Nantes · Narbonne · Nevers · Orléans · Parijs · Poitiers · Quimper · Reims · Rodez · Rouen · Sées · Sens · Soissons · Straatsburg · Toul · Toulouse · Tours · Troyes